# NGC 5794
NGC 5794 est une galaxie lenticulaire située dans la constellation du Bouvier. Sa vitesse par rapport au fond diffus cosmologique est de 4 287 ± 7 km/s, ce qui correspond à une distance de Hubble de 63,2 ± 4,4 Mpc (∼206 millions d'al). NGC 5794 a été découverte par l'astronome britannique John Herschel en 1830.
On ne voit pas vraiment de bras spiral sur l'image obtenue du relevé SDSS, mais un anneau et une barre centrale sont clairement visibles. Aussi, la classification de la base de données HyperLeda désignant NGC 5794 comme une galaxie lenticulaire barrée entourée d'un anneau (SB0-a/R) décrit mieux celle-ci.

## Groupe de NGC 5797
NGC 5794 fait partie d'un trio de galaxies, le groupe de NGC 5797 la galaxie la plus brillante des trois. L'autre galaxie du trio est NGC 5804.